# Massaker von Sijekovac
Das Massaker von Sijekovac war ein Kriegsverbrechen während des Bosnienkriegs. Im Dorf Sjekovac nahe Bosanski Brod wurden im März 1992 ein Dutzend Serben ermordet, wovon einige anschließend verscharrt wurden. Dutzende Häuser brannten. Das Massaker ereignete sich, als kroatische und bosnische Einheiten in Bosanski Brod und nahe gelegene Siedlungen einfielen, wobei es auch zu ethnische Säuberungen und Kriegsverbrechen an der serbischen Zivilbevölkerung kam. Deren Eigentum wurde zudem geplündert und die Häuser wurden verbrannt.